# Trimma fishelsoni
Trimma fishelsoni är en fiskart som beskrevs av Goren, 1985. Trimma fishelsoni ingår i släktet Trimma och familjen smörbultsfiskar. Arten förekommer i västra Indiska Oceanen, Röda havet och Aqababukten. Inga underarter finns listade i Catalogue of Life.